# Jezioro Maltańskie
Der Jezioro Maltańskie (deutsch Maltasee bzw. Maltesersee) ist ein See in der polnischen Stadt Posen, der seinen Namen von den im Mittelalter in der Nähe ansässigen Malteserrittern erhielt. Der See ist künstlich angelegt und entstand 1952 durch die Stauung des Flusses Cybina.

## Regattastrecke
Die Regattastrecke wurde 1990 angelegt und entspricht mit einer Länge von 2000 Metern und einer Breite von 175 Metern den Anforderungen des Weltruderverbandes (FISA) an internationale Regatten.
Im Jahre 1995 wurden auf dem See die Junioren-Weltmeisterschaften, im Jahre 2004 die U23-Weltmeisterschaften und im Jahre 2009 die Ruder-Weltmeisterschaften ausgetragen. 2013 fanden dort die Europäischen Hochschulmeisterschaften im Rudern statt.
Der See wird auch für den Kanurennsport benutzt, im Jahre 1996 fanden beispielsweise die Europameisterschaften der Junioren in Posen statt. Die Kanupolo-Weltmeisterschaft 2012 fand ebenso auf dem See statt.

## Freizeitanlagen
In der Nähe des Sees befinden sich mehrere Freizeitanlagen:
- Die 3,8 Kilometer lange Parkeisenbahn Maltanka verläuft entlang des nördlichen Seeufers.
- Am Südufer befindet sich das Sport- und Erholungszentrum Malta-Ski, welches auf dem teilweise wiederaufgebauten „Freiheitshügel“ (Kopiec Wolności)[3] einen ganzjährig befahrbaren Skihang und eine Sommerrodelbahn, sowie eine Minigolfanlage umfasst.
- Der Neue Zoo befindet sich am östlichen Seeufer.